# Střížov (Drahanovice)
Střížov – wieś, część gminy Drahanovice, położona w kraju ołomunieckim, w powiecie Ołomuniec, w Czechach.